# Товстуха Іван Павлович
Ів́ан Па́влович'Товсту́ха (10 (22) лютого 1889, Березна, Чернігівська губернія — 9 серпня 1935, Москва) — учасник революційного руху в Україні, агент чернігівської організації РСДРП, секретар генерального секретаря ЦК ВКП(б) Йосипа Сталіна, його перший офіційний біограф; заступник директора Інституту Маркса — Енгельса — Леніна. Кандидат у члени ЦК ВКП(б) у 1934—1935 роках.

## Біографія
Народився 22 лютого 1889 року в містечку Березна Чернігівської губернії в родині прикажчика. Після смерті матері з 1894 року виховувався в «Будинку трудолюбства», з 1897 року — в «Будинку для бідних» у Чернігові. Закінчив трирічну початкову школу, навчався три роки в Чернігівському міському училищі. У 1905 році вступив до реального училища в Чернігові, де навчався три роки. З 1908 по 1909 рік навчався в Київському комерційному інституті.
У 1909 році став активним агентом РСДРП у Чернігові. У липні 1909 року заарештований чернігівською жандармерією, але через місяць випущений під заставу. У листопаді 1909 року заарештований в Києві, з листопада 1909 по вересень 1910 року перебував у Чернігівській в'язниці. У вересні 1910 року рішенням суду засланий в Сибір. З жовтня 1910 по лютий 1912 року — на засланні в селах Головних, Нечаєвка, Тутура Верхоленського повіту Іркутської губернії.
У лютому 1912 року втік за кордон. Три місяці перебував у Львові та Галичині, потім через Австро-Угорщину в серпні 1912 року перебрався до Франції. З 1912 по 1914 рік працював робітником акумуляторного заводу «УДК» у передмісті Парижа Іссі-ле-Муліно, був членом синдикату шоферів у Парижі.
Член РСДРП(б) з 1913 року. Член Французької соціалістичної партії з 1914 по 1917 рік.
З 1914 по 1917 рік працював землекопом на окопних роботах, помічником кочегара на водокачці, робітником на кухні емігрантської їдальні, таксистом у Парижі.
У травні 1917 року через Велику Британію і Норвегію повернувся до Російської Республіки, де до жовтня 1917 року лікувався від туберкульоза в санаторії для амністованих в Ялті.
З листопада 1917 по березень 1918 року працював секретарем інспекторського відділу в Центральному штабі Червоної гвардії в Москві. У березні — квітні 1918 року — завідувач довідкового відділу Народного комісарату землеробства РРФСР.
З квітня по жовтень 1918 року — секретар, з жовтня 1918 по грудень 1921 року — член колегії Народного комісаріату у справах національностей РРФСР. Саме тоді він став беззмінним секретарем і порученцем Йосипа Сталіна. З травня 1919 по грудень 1920 року фактично не працював, важко хворів туберкульозом.
У грудні 1921 року переведений до апарату ЦК РКП(б) у зв'язку з переходом туди Сталіна. З грудня 1921 по квітень 1922 року працював організатором, завідувачем особистого секретаріату Сталіна. У квітні 1922 — березні 1924 року — заступник завідувача, в березні 1924 — січні 1926 року — завідувач Бюро Секретаріату ЦК РКП(б), помічник генерального секретаря ЦК РКП(б) Йосипа Сталіна.
Одночасно з листопада 1924 по травень 1926 року працював помічником директора Інституту В. І. Леніна при ЦК РКП(б).
22 січня 1926 — 22 липня 1930 року — завідувач Секретного відділу ЦК ВКП(б) — 1-й помічник генерального секретаря ЦК ВКП(б) Йосипа Сталіна. У 1930 році працював членом редакції журналу «Партийный архив».
22 липня 1930 — листопаді 1931 року — заступник директора Інституту В. І. Леніна при ЦК ВКП(б). У листопаді 1931 — 9 серпня 1935 року — заступник директора Інституту Маркса — Енгельса — Леніна при ЦК ВКП(б), член редакції журналу «Пролетарская революция».
Саме Товстуха був першим офіційним біографом Йосипа Сталіна, роботу якого опубліковано 1922 року в додатку до 41-го тому енциклопедії «Гранат» під рубрикою «Діячі Жовтневої революції». Через п'ять років вона вийшла окремим виданням з накладом 50 тисяч примірників.
Помер 9 серпня 1935 року від туберкульозу у Москві, урна з прахом похована в Кремлівській стіні.

## Родина
Дочка Тетяна Іванівна Товстуха (Шмідт) (нар.1932) працювала в московському музеї Будинок на набережній.

## Нагороди
- Сталінська премія І-го ступеня за 1942 рік в області історико-філологічних наук (присуджена посмертно в 1943 році).